# Bagoache
Bagoache, banda Chippewa Indijanaca sa sjeverne obale jezera Superior u Ontariju, Kanada. Ime Bagoache spominje La Chesnaye 1697. (u Margry Dec. VI, 6, 1886) kao ime za zemlju i pleme na obali Superiora, gdje je živjelo između 200 i 300 ljudi (bez žena, koje nije uračunao). 

## Vanjske poveznice
- Chippewa Indian Tribe